# Замок Багот
Замок Багот-хаус (англ. Castle Bagot House) — один із замків Ірландії, розташований в графстві Дублін, в селищі Мілтаун, на південь від Дубліна. Замок являє собою розкішний заміський будинок на три поверхи. Збудований у 1800 році. Збереглися старовинні двері, чавунні ворота, два кам'яних димарі, скульптури кам'яних биків, фризи та блоки з вирізаними кам'яними гірляндами, арками, підвіконнями. Зберіг свою первісну форму. Зараз використовується під офіси.